# Auguste Boncors
 (juin 2020).
Si vous disposez d'ouvrages ou d'articles de référence ou si vous connaissez des sites web de qualité traitant du thème abordé ici, merci de compléter l'article en donnant les références utiles à sa vérifiabilité et en les liant à la section « Notes et références ».
Auguste Boncors, né à Rostrenen le 25 mai 1905 et mort à Saint-Guen le 27 août 1971 est un écrivain français. Il est également un néodruide sous le nom d'Eost (signifiant août et moisson en breton) ou Eostig (rossignol en breton) Bongorz.

## Biographie
Il écrit également sous divers pseudonymes : Potr Rostren et Aogust Bongorz.
Il est élève au collège Notre-Dame de Campostal à Rostrenen, puis au collège Saint-François de Quintin, d'où il est exclu pour avoir été surpris nu dans une malle, avant d'être exclu d'un autre établissement d'enseignement catholique de Saint-Brieuc pour « insoumission ». Rebelle et casse-cou, il multiplie les actes excentriques.
Il est ensuite élève à l'École d'horlogerie de Dreux où il découvre sa vocation d'écrivain après avoir écrit un texte dans le cadre d'un concours sur l'horloge astronomique de Strasbourg.
Il entretient des liens d'amitié avec Pierre Coutras, écrivain marseillais.
Dénoncé, il est arrêté par la Gestapo en août 1943, envoyé au STO, déporté à Auschwitz, Buchenwald, Dora et Niederhausen (Tyrol). À son retour des camps, il est embauché comme manœuvre gros travaux chez Renault à Paris.
À Rostrenen, le caveau familial où il repose fait face à la tombe d'Armand Robin. Ouest-France lui consacre un article le 3 octobre 2023.

## Œuvres
- Requiem Aeternam et Résurrection de Sapho ;
- Odes triomphales, deux parties, entre 1937 et 1939 ;
- Chant national à Guynemer, 1938 ;
- Trois Orphées aux enfers, ouvrage composé avec Ronan Pichery-Abroc'hell et François Jaffrennou-Taldir, 1952 ;
- Klotennou Klod-Heol, Poèmes Solaires, Préface de Ronan Pichery-Abrochell, Editions Le Cercle de Brocéliande, Troisième trimestre 1953.